# GAINAX
GAINAX Co., Ltd.是一家日本動畫製作公司，於1984年12月24日成立。代表作有《王立宇宙軍》、《飛越巔峰》、《新世纪福音战士》和《天元突破 紅蓮螺巖》等。
GAINAX以顛覆傳統的動畫類型和實驗動畫而聞名，另外因主要成員的興趣而加入大量的戲仿或致敬，曾因此被人稱為「御宅公司」。此外，GAINAX亦讓部分動畫師嘗試多個職位，動畫師同時染指劇本、分鏡和作畫監督的情況時常出現。而在傳統之下，各成員都著重手繪動畫方面的能力。
2024年5月29日，GAINAX向东京法院申请破产，並於同年6月7日公開宣佈。

## 歷史

### 同人時代 (DAICON FILM)
1981年，武田康廣与岡田斗司夫当时在第20届日本SF大会(DAICON III)担任企划，邀请庵野秀明、山賀博之、赤井孝美三人制作大会的开幕动画，结果三人做出了一部融合SF、特摄、美少女要素的精彩动画短片，大受欢迎。《DAICON III OPENING ANIMATION》完成后，参加的成员成立了自主制作团体DAICON FILM。
1982年，岡田与武田在大阪府开设了一间SF周边专卖店General Products，同时筹备第22届SF大会(DAICON IV)的开幕动画。在这期间与DAICON FILM制作了三部特摄片《愛國戰隊大日本》《快杰能天气》《DAICON FILM版 归来的奥特曼》，前两者于1982年8月第21届SF大会(TOCON VIII)上映，而後者到1983年3月才完成。
为了习得专业的动画技术，山賀博之、庵野秀明赴东京都参加《超时空要塞》的制作，并拉来了赤井孝美的高中学弟前田真宏、前田真宏的大学学长貞本義行等人。随后一同制作DAICON IV的开幕动画《DAICON IV OPENING ANIMATION》。
1984年1月完成《快杰能天气2》。1984年8月开始拍摄首部原创特摄片《八岐之大蛇的逆襲》，于1985年12月完成。1984年9月开始企画《王立宇宙軍》。
1984年12月，General Products主办了第一届Wonder Festival。

### GAINAX的设立与发展
为了制作《王立宇宙軍》，於1984年12月设立「株式会社GAINAX」，公司名稱來自雲伯方言中的（GAINA），有「大的、厲害的」之意，再加上表示未知的「X」而成。創立時的成員包括岡田斗司夫、武田康廣、山賀博之、庵野秀明、貞本義行、赤井孝美、樋口真嗣、村濱章司等。
1985年4月《王立宇宙軍》样片完成，获得萬代（BANDAI）投资，决定制作成长篇动画电影。1986年1月工作室转移至东京吉祥寺 (武藏野市)，开始制作长篇动画电影《王立宇宙軍～歐尼亞米斯之翼～》(山贺博之导演)，于1987年3月公映。《王立宇宙軍》叫好不叫座，原先予定制作完便解散的GAINAX为弥补赤字而企画了数个OVA动画。其中庵野秀明导演的《飛越巔峰》虽然叫好叫座，但由于过大投入而赤字未减。接着制作了NHK电视动画《冒險少女娜汀亞》，依然叫好叫座。
GAINAX亦制作电脑游戏。1989年发售猜谜游戏《電腦学園》，1991年发售养成游戏《美少女夢工場》。
1992年2月，General Products併入GAINAX，专注于动画制作和电脑游戏制作两大类别，并将Wonder Festival的主办权移交给了海洋堂。同年，部分創立成員村濱章司、前田真宏、山口宏和樋口真嗣帶了部分人離開GAINAX，創立GONZO，只保留部頭合約關係。GAINAX社長岡田斗司夫退社，澤村武伺接任社長。1991年发售的OVA《御宅族的錄影帶》带有点自传色彩。
1995年，沉寂4年后推出《新世纪福音战士》，引发廣泛的社會效應，之后推出剧场版。
1998年，推出首部漫画改编作品《男女蹺蹺板》，此后首席导演庵野秀明转向拍攝真人电影。
1999年，澤村武伺因漏税问题辞任社長，由山賀博之補上。

### 新世紀 & 次世代
步入21世紀，GAINAX推出第一部作品《FLCL》（鶴卷和哉导演）。山贺博之时隔十数年再次导演作品《魔力女管家》和《阿倍野桥魔法商店街》。
2004年，GAINAX推出20周年纪念作品《飛越巔峰2》和《這醜陋又美麗的世界》。
2006年，庵野秀明宣佈離開GAINAX，成立khara工作室制作《福音戰士新劇場版》，鶴卷和哉、摩砂雪等一批人员移籍khara。
2007年，GAINAX终于制作出次世代作品《天元突破 紅蓮螺巖》，形成以今石洋之为中心的主创团队，2010年推出《吊带袜天使》。
2011年，GAINAX總部由小金井市轉移至三鷹市下連雀。同年8月，GAINAX再一次出現較大規模的成員離開，曾主力創作《天元突破 紅蓮螺巖》的今石洋之和大塚雅彦等人宣佈獨立，創立TRIGGER。以及部分人员如：吉成曜、芳垣裕介、石崎寿夫等移籍TRIGGER；村田康人、井関修一移籍khara；同時期退社的还有：錦織敦史、山口智、上村泰、貞方希久子等。

### 經營困難
2015年，GAINAX推出多年企劃轉化而成的完整電視動畫《放學後的昴星團》後，雖則期間傳出多項原創企劃，亦在日本不同城市開設了工作室，但最終都沒有新作品成形和正式對外發佈，甚至有一定舊作的新作改篇權被賣到其他公司，如《FLCL》被賣予本非主要製作的Production I.G。
2016年，khara起訴GAINAX在洽談使用《新世紀福音戰士》版權時借用1億日圓而沒有按時歸還。此案揭露了GAINAX受到收入所限和負債擴大困擾，而專屬動畫師團隊亦幾乎全數解散。2018年，原本GAINAX接下的《琴之森》亦因資金和管理問題，要由子公司「福島GAINAX」及之後賣給木下集團的「Gaina」代勞。普遍認為，導致GAINAX發展缺乏方向的元凶，為後期側重作品概念多於公司實質運作的主席山賀博之。
2019年12月，GAINAX社長卷智博捲入性醜聞遭警視廳逮捕，GAINAX陷入更大的管治混亂。為了維護過去作品的日後管理，多名動畫投資方開始派代表介入GAINAX日常的版權和融資事務。與過去成員相關的工作室，於數年間開始循法律途徑接收相關舊作的權利，如原版《新世紀福音戰士》由已掌控新作權利的Khara收回，而《天元突破 紅蓮螺巖》與《吊带袜天使》亦在公佈新消息時確認收歸TRIGGER旗下。

### 破產
2024年6月7日，官網消息稱，GAINAX於5月29日已向東京地方法院提交破產申請並獲受理。GAINAX商標由Khara公司繼承，而Khara還協助GAINAX將其所有剩餘財產分配給不同的持份者。至於前管理團隊，包括木下集團旗下的「Gaina/福島Gaina」、由武田康廣創辦的「GAINAX京都/GAINAX WEST」、由赤井孝美創辦的「米子GAINAX」和「GAINAX新潟」等類似名稱的公司是與GAINAX不同的獨立公司，Khara亦與上述公司之間的業務已經沒有任何關係，同時沒有商標使用許可。

## 作品

### 電視動畫
- 小松左京動畫劇場（日语：小松左京アニメ劇場）（制作協力: AIC，1989年）
- 冒險少女娜汀亞 （共同制作: Group Tac，1990年）
- 新世紀福音戰士（共同制作: 龍之子，1995年）
- 男女蹺蹺板（共同制作: J.C.STAFF，1998年）
- 系列（企劃，1999年）动画制作: Group Tac
  - 看家鼠Ebichu
- 魔力女管家系列（共同制作: SHAFT）
  - 魔力女管家（2001年）
  - 魔力女管家 ～更美麗的事物～（2002年）
  - 魔力女管家特別篇「我認為好色是不對的！」（2003年）
  - 魔力女管家特別篇 我回來了◆歡迎回來（2009年）
- 阿倍野桥魔法商店街（共同制作: MADHOUSE，2002年）
- 超齡細公主（共同制作: AIC，2002年）
- 忘卻的旋律（企劃，2004年）动画制作: J.C.STAFF
- 這醜陋又美麗的世界（共同制作: SHAFT，2004年）
- 我的主人愛作怪（共同制作: SHAFT，2005年）
- 天元突破 紅蓮螺巖（2007年）
- 屍姬系列（共同制作: feel.）
  - 屍姫 赫（2008年）
  - 屍姫 玄（2009年）
- 花丸幼稚園（2010年）
- 吊帶襪天使（2010年）
- 丹特麗安的書架（2011年）
- 最強學生會長（2012年）
- 特例措施团体斯特拉女子学院高等科C3部（2013年）
- 魔法少女大战（2014年）
- 放学后的昴星团 （2015年）

### OVA
- 蘋果核戰（制作協力: AIC，1988年）
- 麻雀飛翔傳 哭泣的龍（日语：麻雀飛翔伝 哭きの竜）系列（1988年）
- 飛越巔峰（制作協力: Fantasia，1988年）
- 爆炎轉校生（制作協力: Fantasia，1991年）
- 御宅族的錄影帶系列（制作協力: Fantasia，1991年）
- FLCL（共同制作: Production I.G，2000年）
- Re: 甜心戰士（共同制作: 東映動畫，2004年）
- 飛越巔峰2（2004年）

### 劇場動畫
- 王立宇宙軍（1987年）
  - 蒼之URU（蒼きウル，未知）
- 新世紀福音戰士劇場版（共同制作: Production I.G，1997年）
  - 新世紀福音戰士劇場版：死與新生
  - 新世紀福音戰士劇場版：Air/真心為你
- 飛越巔峰&飛越巔峰2 合體劇場版（2006年）
- 天元突破 紅蓮螺巖 劇場版
  - 劇場版 天元突破 紅蓮螺巖 紅蓮篇（2008年）
  - 劇場版 天元突破 紅蓮螺巖 螺巖篇（2009年）

### 游戏软件
- 电脑学园（1989年）
- 美少女夢工場系列（1991年）
- 新世纪福音战士相关
  - 新世紀福音戰士：鋼鐵戀人（1997年）
  - EVA和愉快的伙伴们系列（1998年）
  - 新世纪福音战士：绫波育成计划（2001年）
  - 新世紀福音戰士：鋼鐵戀人2nd（2003年）
  - 新世紀福音戰士：碇真嗣育成計畫（2004年）

## 外部連結
- GAINAX NET （页面存档备份，存于） - GAINAX 官方網頁（日文）
- Gainax Network Systems - GAINAX 官方網頁（英文）